# خزه ریش‌دار پرت‌شایر
خزه ریش‌دار پرت‌شایر (نام علمی: Didymodon mamillosus) نام یک گونه از division خزه است.
این خزه در اسکاتلند، ایسلند، آلمان جمهوری چک و در شمال شرق اسپانیا دیده می‌شود.